# Абель, Нильс Хенрик
Нильс Хе́нрик А́бель (норв. Niels Henrik Abel; 5 августа 1802, Финнёй — 6 апреля 1829, Фроланн) — норвежский математик.

## Биография
Родился в семье пастора. Детство Абеля было омрачено слабым здоровьем, а также пьянством и постоянными раздорами его родителей.
В школе, благодаря учителю Берту Михаэлю Хольмбоэ, увлёкся математикой. В своём служебном отчёте 1819 года Хольмбоэ так писал о своём 17-летнем ученике:
С превосходнейшим гением он сочетает ненасытный интерес и тяготение к математике, поэтому, если он будет жить, он, вероятно, станет великим математиком.
1820: умер отец Абеля. Семья (шестеро детей) на грани нищеты. У старшего брата, Ханса-Матиаса, обнаружилось душевное расстройство. Ответственность за семью теперь на плечах 18-летнего Нильса Хенрика.
В 1821 году Абель поступил в университет Христиании (ныне Осло), где преподаватели, ознакомившись с его ранними работами, решили установить ему стипендию из личных средств, «дабы сохранить для науки это редкое дарование». Чтобы облегчить жизнь матери, Нильс Хенрик взял одного из братьев к себе и стал подрабатывать репетиторством.
В 1822 году Абель получил степень «кандидата философии».
Зимой 1822—1823 годов он представил университету первую значительную научную работу, посвящённую интегрируемости дифференциальных уравнений. Рукопись не была опубликована и впоследствии затерялась, но за неё Абелю наконец назначена государственная стипендия.

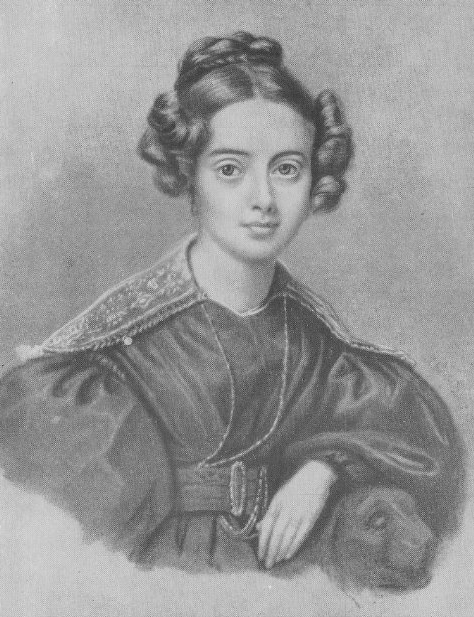
Кристина Кемп (1835)

1823: Абель закончил блестящее исследование древней проблемы: доказал невозможность решить в общем виде (в радикалах) уравнение 5-й степени. Во время поездки в Копенгаген встречает Кристину («Крелли») Кемп и строит планы совместной жизни, для которой надо занять хорошо оплачиваемую должность. Крелли бедна, как и он сам, зарабатывает на жизнь репетиторством.
В 1824 году университет разрешил Абелю оплачиваемую поездку за границу для продолжения образования. На Рождество Абель и Крелли празднуют своё обручение.
Сначала Абель поехал в Берлин, где жил с сентября 1825 года по февраль 1826 года. Там он познакомился с Августом Крелле, который устроил Нильса сотрудником журнала «Journal für die reine und angewandte Mathematik». Работы Абеля в этот период касались в основном теории эллиптических функций, которую он значительно продвинул одновременно с Карлом Густавом Якоби. Соревнование в течение нескольких лет этих двух выдающихся математиков принесло существенную пользу науке.
Публикует также расширенный вариант своей первой работы об уравнениях: уравнения любой степени выше 4-й, вообще говоря, неразрешимы в радикалах. Причём он привёл конкретные примеры неразрешимых уравнений. На эту работу опирался Галуа.
В феврале 1826 года Абель поехал в Италию и провёл несколько месяцев в Венеции. В июле переехал в Париж, где оставался до конца года. Знакомится с Лежандром и Коши. Пытается опубликовать знаменитый мемуар об абелевых функциях. Труд этот сначала затерялся, потом его отыскали и — уже посмертно — отметили Большой премией Парижской Академии.
В начале 1827 года деньги заканчиваются, Абелю приходится ограничивать себя в еде. Он возвращается в Берлин, потом в Христианию. Бедствует, подрабатывая частными уроками. После письма видных французских математиков норвежскому королю получает место временного преподавателя в университете и инженерной школе. Бо́льшая часть жалованья уходит на выплату накопившихся долгов семьи.
В 1828 году Абель был избран членом Королевского научного общества Норвегии. Он продолжил активно развивать теорию эллиптических функций и ждал обещанного приглашения на работу в Берлин.
Однако в 1829 году он умер от туберкулёза. Приглашение опоздало.
Учитель Хольмбоэ издал собрание его сочинений, «Oeuvres completes» (2 т., Христиания, 1839).

## Научная деятельность

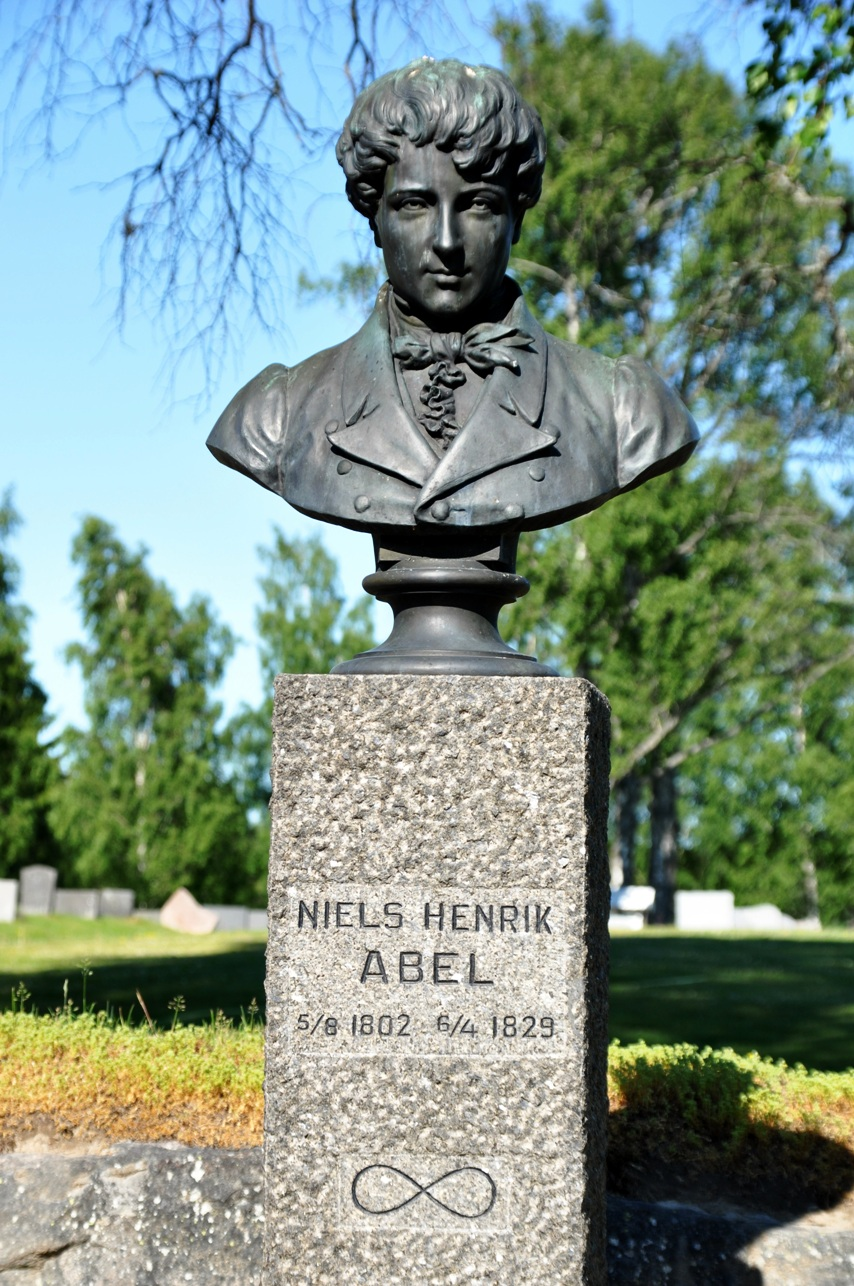
Памятник Абелю в Ерстаде

«Абель оставил математикам столь богатое наследие, что им будет чем заниматься в ближайшие 500 лет» (Шарль Эрмит).
В алгебре Абель нашёл необходимое условие для того, чтобы корень уравнения выражался «в радикалах» через коэффициенты этого уравнения. Достаточное условие вскоре открыл Галуа, чьи достижения опирались на труды Абеля. Абель привёл конкретные примеры уравнения 5-й степени, чьи корни нельзя выразить в радикалах, и тем самым в значительной степени закрыл древнюю проблему.
В теории рядов имя Абеля носят несколько важных теорем (см. Степенной ряд). Абель тщательно исследовал тему сходимости рядов, причём на высшем уровне строгости. Его критерии строгости были более жёсткими, чем даже у Коши. Он, например, доказывал, что сумма степенного ряда внутри круга сходимости непрерывна, в то время как Гаусс и Коши считали этот факт самоочевидным. Коши, правда, опубликовал (1821) доказательство даже более общей теоремы: «Сумма любого сходящегося ряда непрерывных функций непрерывна», однако Абель в 1826 году привёл контрпример, показывающий, что эта теорема неверна:
{\displaystyle f(x)=\sin x-{\frac {1}{2}}\sin 2x+{\frac {1}{3}}\sin 3x-{\frac {1}{4}}\sin 4x\cdots }
Эта функция периодична (с периодом {\displaystyle 2\pi }). В интервале {\displaystyle -\pi <x<\pi } она равна {\displaystyle {\frac {x}{2}}}, однако на концах этого интервала терпит разрыв (равна нулю). Позднее Вейерштрасс исправил формулировку теоремы, введя понятие равномерной сходимости. В доказательствах самого Абеля чаще всего невозможно найти неточности и современному математику.
В теории специальных, особенно эллиптических и абелевых функций, Абель был признанным лидером-основателем наряду с Якоби. Он первый определил эллиптические функции как функции, обратные эллиптическим интегралам, распространил их определения на общий комплексный случай и глубоко исследовал их свойства.
Самая важная теорема Абеля об интегралах от алгебраических функций была опубликована лишь посмертно. Лежандр назвал это открытие «нерукотворным памятником» Абелю.

## Память
Абелю поставлены памятники в Осло и Ерстаде. Его портрет помещался на норвежскую банкноту 500 крон (1978). В 2002 году, в честь 200-летнего юбилея Абеля, правительство Норвегии учредило Абелевскую премию по математике.
В его честь был назван кратер Абель на Луне.

Почтовые марки
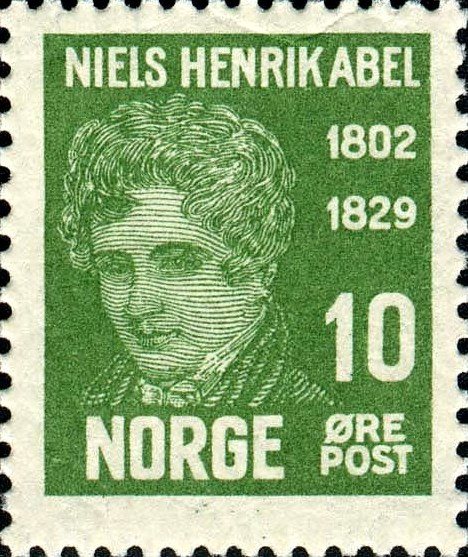
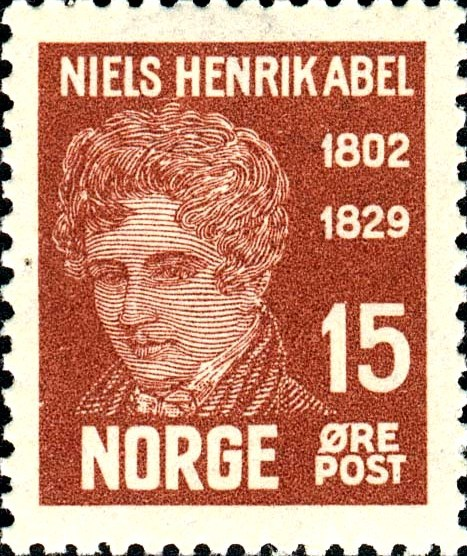
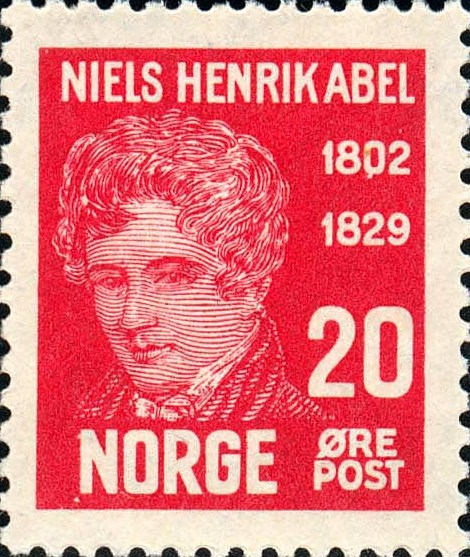
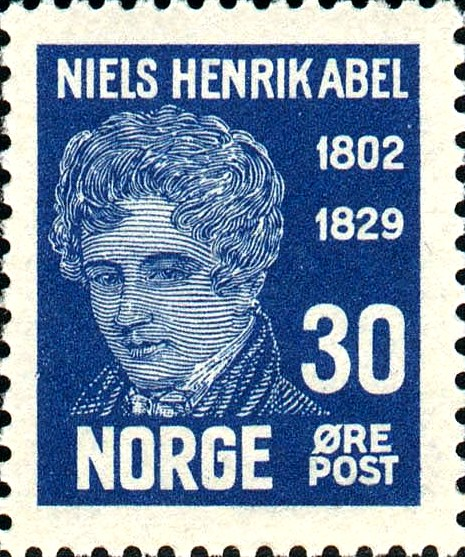

## Труды
- Niels Henrik Abel, Berndt Michael Holmboe. Oeuvres complètes de N.H. Abel, mathématicien, avec des notes et développements, 2 vols. Christiania, Chr. Gröndahl, 1839
- Oeuvres complètes de N. H. Abel, par S. Lie et L. Sylow, Eds., 2 vols. Christiania, 1881

## Объекты, названные в честь Абеля

### В математике
- Теорема Абеля
- Абелев интеграл
- Абелева группа
- Абелево многообразие
- Биномиальная теорема Абеля
- Дискретное преобразование Абеля
- Интегральное преобразование Абеля
- Признак Абеля
- Теорема Абеля — Руффини
- Формула суммирования Абеля
- Тождество Абеля
- Абелев дифференциал

### Прочее
- Абелевская премия